# Spermalie
Spermalie était une commune dans la province de Flandre-Occidentale située en Région flamande, issue de la fusion des anciennes communes de Mannekensvere, Schore, Slijpe et Sint-Pieters-Kapelle en 1971. La commune n'a connue qu'une brève existance et fut déjà dissoute lors de la fusion des communes de 1977 quand les villages furent intégrés en tant que sections dans la commune de Middelkerke. Le nom de la commune est inspiré de l'Abbaye de Spermalie.

## Démographie

### Évolution démographique
- Sources : INS, Rem. : 1831 jusqu'en 1970 = recensements, 1976= population au 31 décembre[1].